# Titan (fusée)
Pour les articles homonymes, voir Titan.

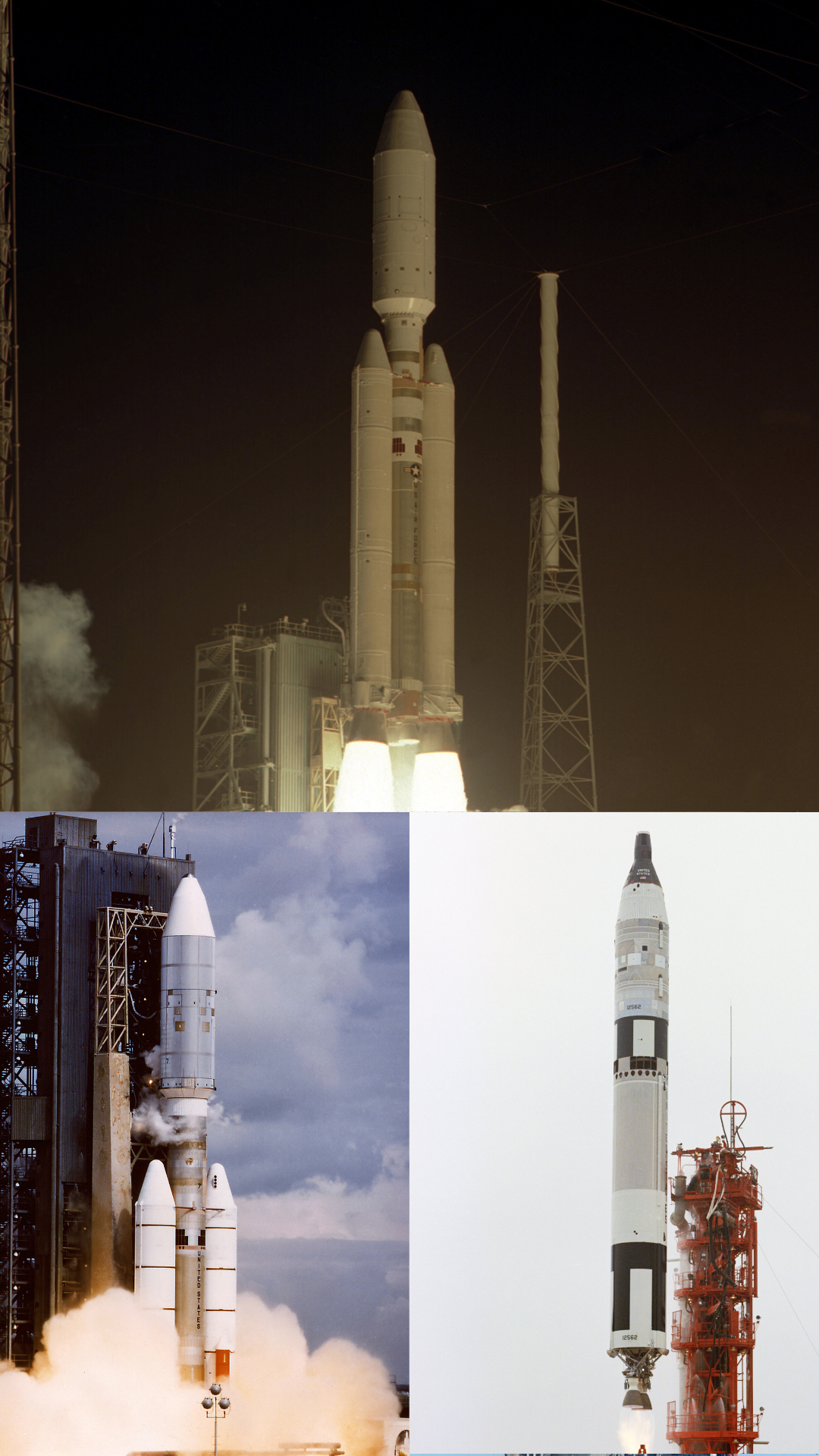
Des membres de la famille Titan : Titan IVB (en haut), Titan IIIE (à gauche) et Titan II GLV (à droite).

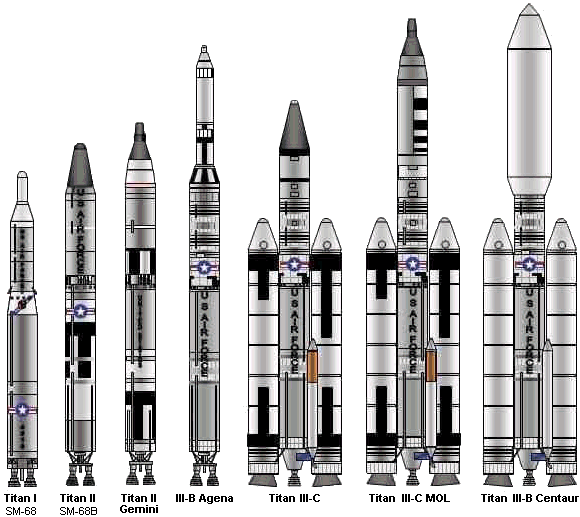
Famille Titan.

Titan est une famille de lanceurs lourds, qui furent utilisés entre 1959 et 2005 pour placer en orbite les satellites militaires américains de grande taille. La NASA l'a également utilisée de manière marginale pour lancer tous les vaisseaux du programme Gemini ainsi que quelques sondes spatiales telles que Cassini. Le lanceur est dérivé du missile balistique intercontinental SM-68 Titan et est caractérisé par le recours à des ergols hypergoliques stockables. Des versions de plus en plus puissantes ont été développées pour accompagner l'augmentation de taille des satellites militaires. Le lanceur a inauguré en 1965 dans sa version Titan 3C l'utilisation de propulseurs d'appoint à propergol solide de grand diamètre qui ont inspiré ceux de la navette spatiale américaine et qui lui ont permis de placer 13 tonnes en orbite basse contre 3 tonnes dans les versions précédentes. Cette architecture a été reprise sur la dernière version, Titan IV, produite à partir de 1988, capable de placer près de 22 tonnes en orbite basse. L'arrêt de la production des lanceurs Titan, effectif après 220 lancements, est la conséquence de son coût de production élevé et de la diminution de la fréquence des lancements des satellites militaires lourds.

## Le missile Titan I

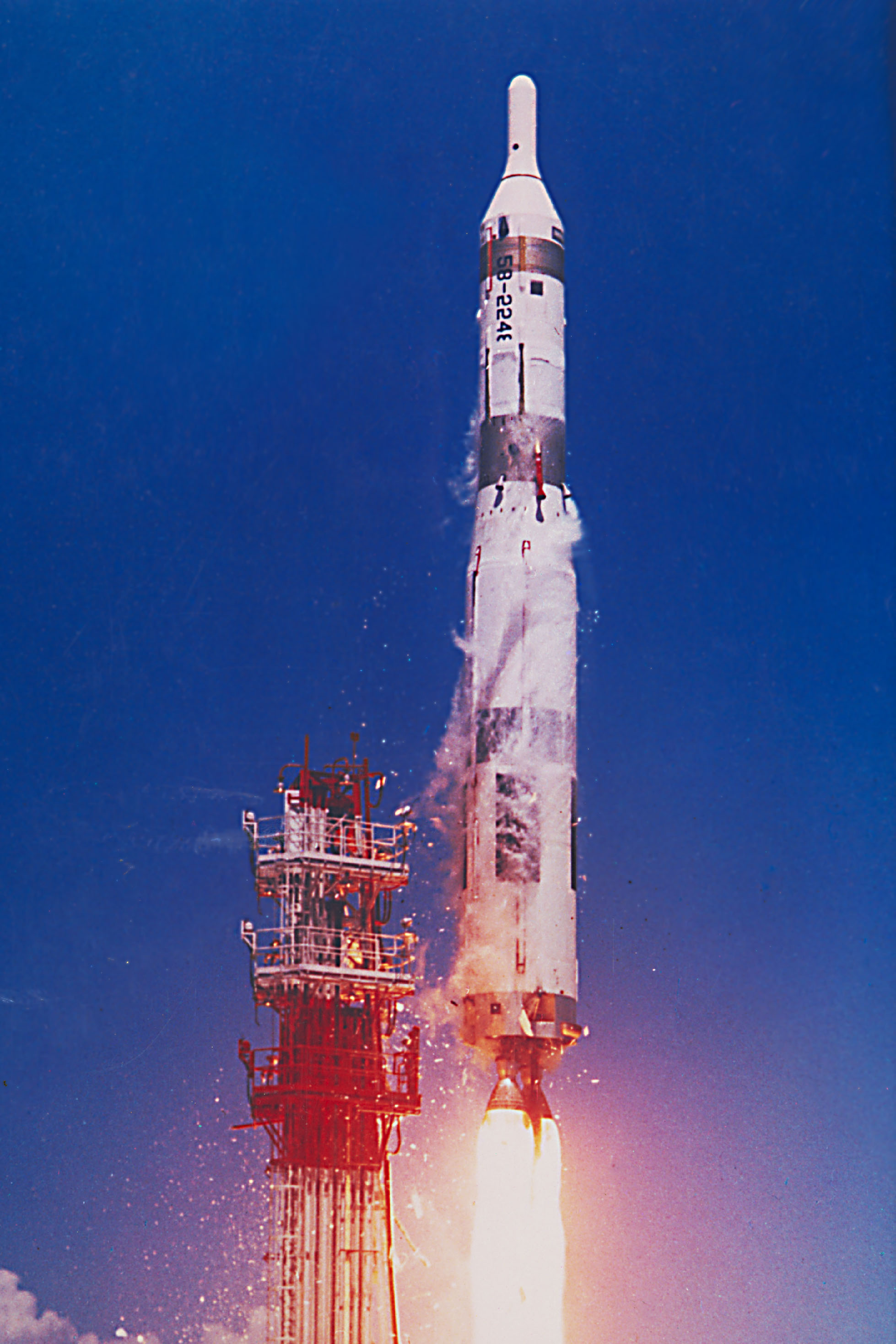
Titan I

Au milieu des années 1950, les États-Unis développent leurs premiers missiles balistiques intercontinentaux. L’Armée de l'Air américaine décide de lancer en 1955 en parallèle le développement des missiles SM-68 Titan et SM-65 Atlas : l'objectif est de disposer d'une solution de rechange au cas où le développement de l'Atlas, à la conception audacieuse, échouerait. Le constructeur est la société Glenn L. Martin Company qui deviendra par la suite Martin Marietta avant d'être absorbé dans Lockheed-Martin. Le missile Titan comporte contrairement à l'Atlas deux étages propulsés par des moteurs Aerojet LR-87 brûlant un mélange de RP-1 (kérosène) et d'oxygène liquide. Le missile haut de 26 mètres et d'une masse de 100 tonnes est capable de lancer une bombe atomique unique de 4 mégatonnes à  15 000 km. Le premier étage a un diamètre de 3,05 mètres qu'on retrouvera sur toutes les versions ultérieures. Le deuxième étage a un diamètre de 2,06 mètres qui ne sera pas reconduit dans les versions suivantes. Le missile est guidé depuis le sol : un ordinateur installé dans un bunker calcule les corrections de trajectoire qui sont transmises par radio. 
Après deux tentatives le 21 décembre 1958 et le 3 février 1959 marquées par l'échec du décollage, un premier essai réussit le 6 février 1959, avec un second étage inactif, dont les réservoirs sont remplis d'eau. Le missile est déployé à compter de 1962 dans des silos à une cinquantaine d'exemplaires mais est retiré du service dès 1965 car l'utilisation de l'oxygène liquide, qui entraine un délai de lancement de 20 minutes, le rend rapidement obsolète pour les besoins militaires.

## Titan II

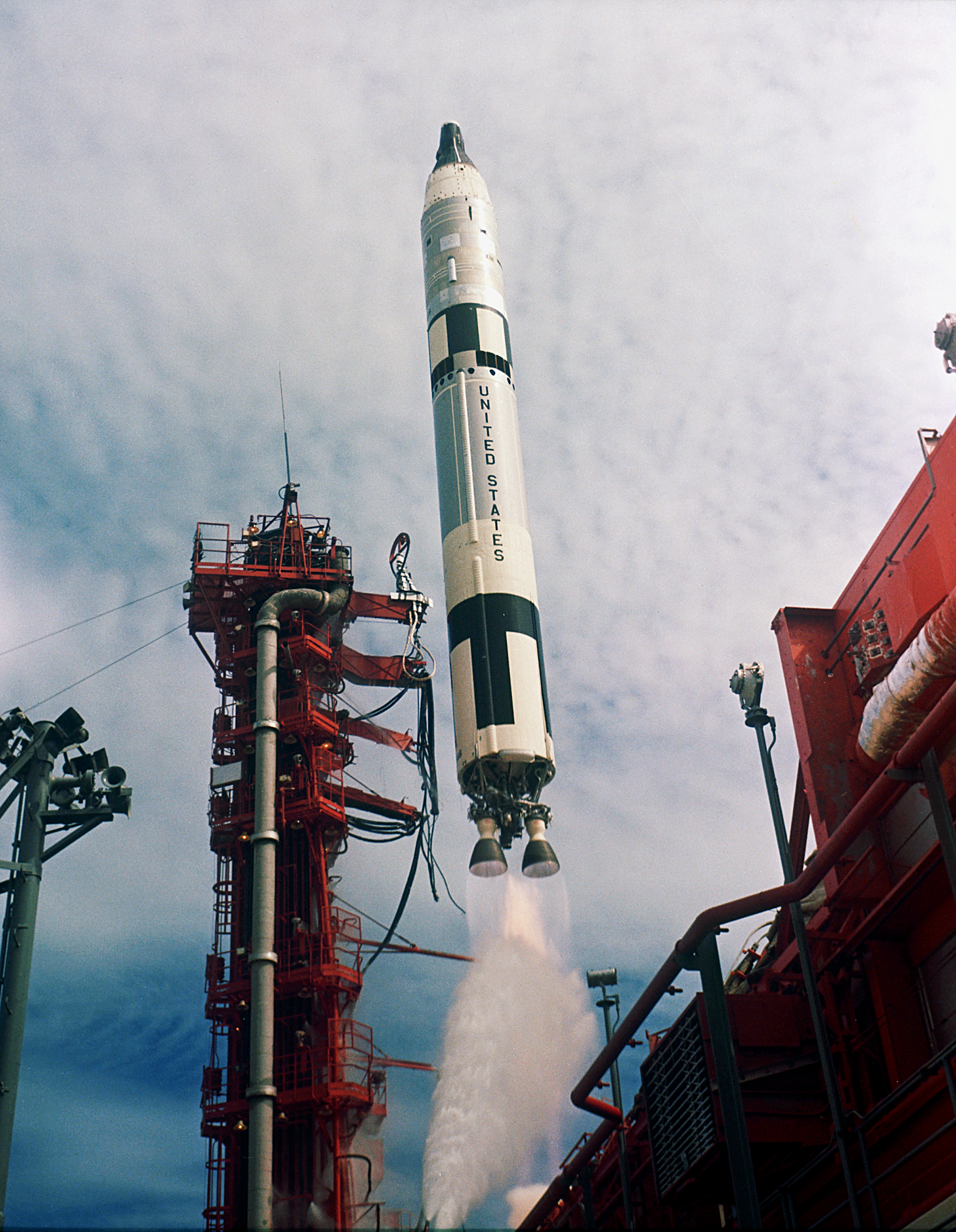
Titan II lançant Gemini 11

### Le missile
Alors que le missile Titan I était encore dans une phase de test, le développement de son remplaçant, le missile Titan II, est entamé. L'objectif est de réduire de manière significative le délai de lancement de 15 à 20 minutes imposé par le remplissage des réservoirs d'oxygène liquide et de supprimer également les risques d'explosion. Le nouveau missile reprend la configuration du Titan I mais ses moteurs utilisent de nouveaux ergols hypergoliques qui peuvent être stockés dans les réservoirs à température ambiante, supprimant la nécessité d'un remplissage avant le lancement. Les moteurs LR-87 sont légèrement modifiés pour brûler un mélange de peroxyde d'azote et d'aérozine 50 en gagnant en poussée (965 kN au lieu de 647 kN au niveau du sol pour les deux moteurs du premier étage) et en masse (739 kg au lieu de 839 kg). La longueur est identique à celle du Titan I (27 mètres de long mais le diamètre du second étage est désormais identique à celle du premier étage c'est-à-dire 3,05 mètres de diamètre). La masse du missile Titan II passe à 149,5 tonnes soit une augmentation de 50 %. Le nouveau missile peut lancer une tête nucléaire de 3,7 tonnes d'une puissance de 9 mégatonnes. Titan II, contrairement à son prédécesseur qui est radiocommandé, est piloté de manière autonome grâce à un système de navigation inertielle utilisant des gyroscopes. Le missile, qui sera le plus gros mis en œuvre par les États-Unis, sera déployé dès 1962 à une cinquantaine d'exemplaires avant d'être complètement retiré du service en 1982.

### Le lanceur du programme Gemini: Titan II GLV
En novembre 1963, la NASA décide d'utiliser le missile Titan II pour lancer les vaisseaux de son programme spatial habité Gemini. À l'époque, l'agence spatiale américaine n'a pas le choix car il n'existe aucun autre lanceur américain capable de mettre en orbite les 3 600 kg du vaisseau Gemini biplace (Titan II pouvait placer 3 810 kg en orbite basse). Mais le lanceur est encore dans une phase de développement et fonctionne avec un niveau de vibrations longitudinales (effet POGO) très élevé (+/- 2,5 g). La NASA ayant besoin pour lancer des équipages humains que ce niveau soit abaissé à +/- 0,25 g accepte de participer au financement des améliorations réduisant les vibrations. Ces modifications comportent notamment un abaissement de la pression dans la chambre de combustion des moteurs. Douze lanceurs seront construits pour le programme de la NASA plus deux exemplaires pour qualifier cette version. Toutes les fusées du programme Gemini sont tirées depuis une unique rampe de lancement du missile située sur la base de lancement de Cap Canaveral et reconvertie pour un usage civil : le délai de mise en œuvre du lanceur est tellement court que la NASA parvient à lancer deux missions Gemini à moins de 10 jours d'intervalle depuis la même installation (Gemini 6 et Gemini 7). Le premier vol sans équipage a lieu le 8 avril 1964 lors de la mission Gemini 1 (vol de qualification, le premier vol avec équipage le 23 mars 1965 pour la mission Gemini 3) et l'utilisation du lanceur dans le cadre du programme de la NASA s'achève avec la mission Gemini 12 qui décolle le 11 novembre 1966. Le coût total du développement et de fabrication des Titan utilisées par la NASA se monte en tout à 283,2 millions $. Tous les lancements sont réussis : le seul incident à déplorer est une mise à feu interrompue au sol pour Gemini 6. L'utilisation du missile Titan II comme lanceur semble s'achever en 1966 mais il reprendra plus tard avec la version 23G lorsque les missiles installés dans les silos seront retirés du service.

### Les missiles Titan II recyclés: la version Titan 23 G
En 1982, les 54 missiles Titan II porteurs de l'arme nucléaire sont retirés du service. L'Armée de l'Air américaine demande au constructeur Martin Marietta d'étudier la reconversion des missiles obsolètes en lanceurs. L'opération s'avère très économique puisque 14 missiles sont reconvertis pour un coût unitaire de 47 millions de dollars, soit un prix inférieur à celui des Delta II de l'époque, alors que la charge utile emportée est supérieure. Les modifications portent principalement sur une modernisation de l'électronique embarquée, le développement d'une coiffe adaptée à l'emport de satellite et la reconversion d'un pas de tir utilisé à l'époque par les Titan 3. Cette version du lanceur, baptisée Titan 23 G, remplace les fusées Atlas E pour le lancement des satellites lourds de l'Armée de l'air circulant sur une orbite polaire (altitude comprise entre 700 et 1 200 km). Il s'agit essentiellement de satellites météorologiques. La NASA utilise également cette version pour le lancement du satellite d'observation de la Terre Landsat 6 (échec) et de la sonde spatiale lunaire Clementine.

## Titan 3

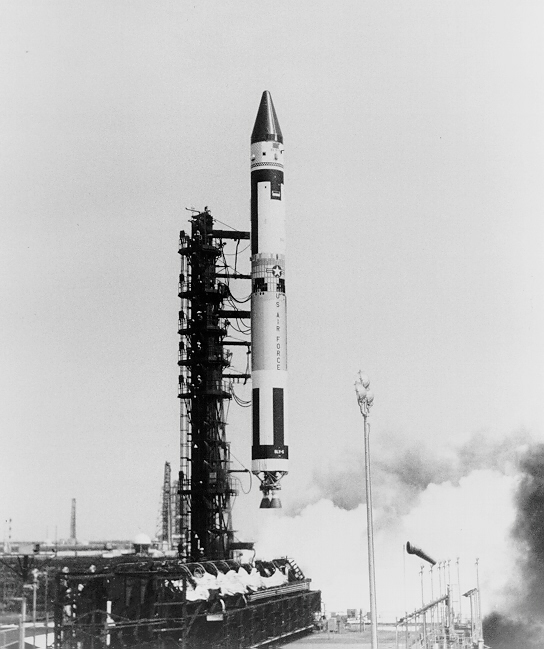
Premier lancement de la Titan 3A.

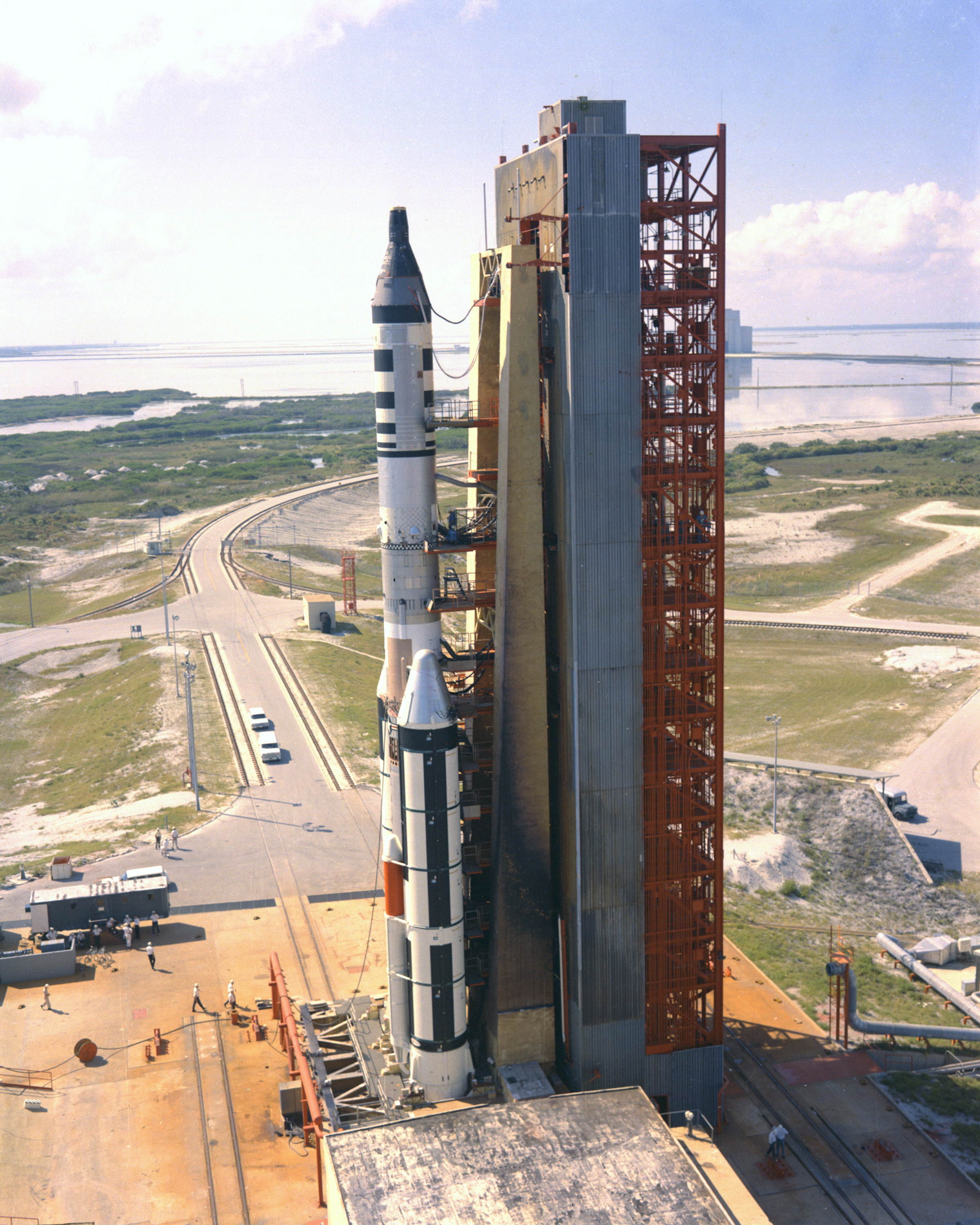
Titan 3C.

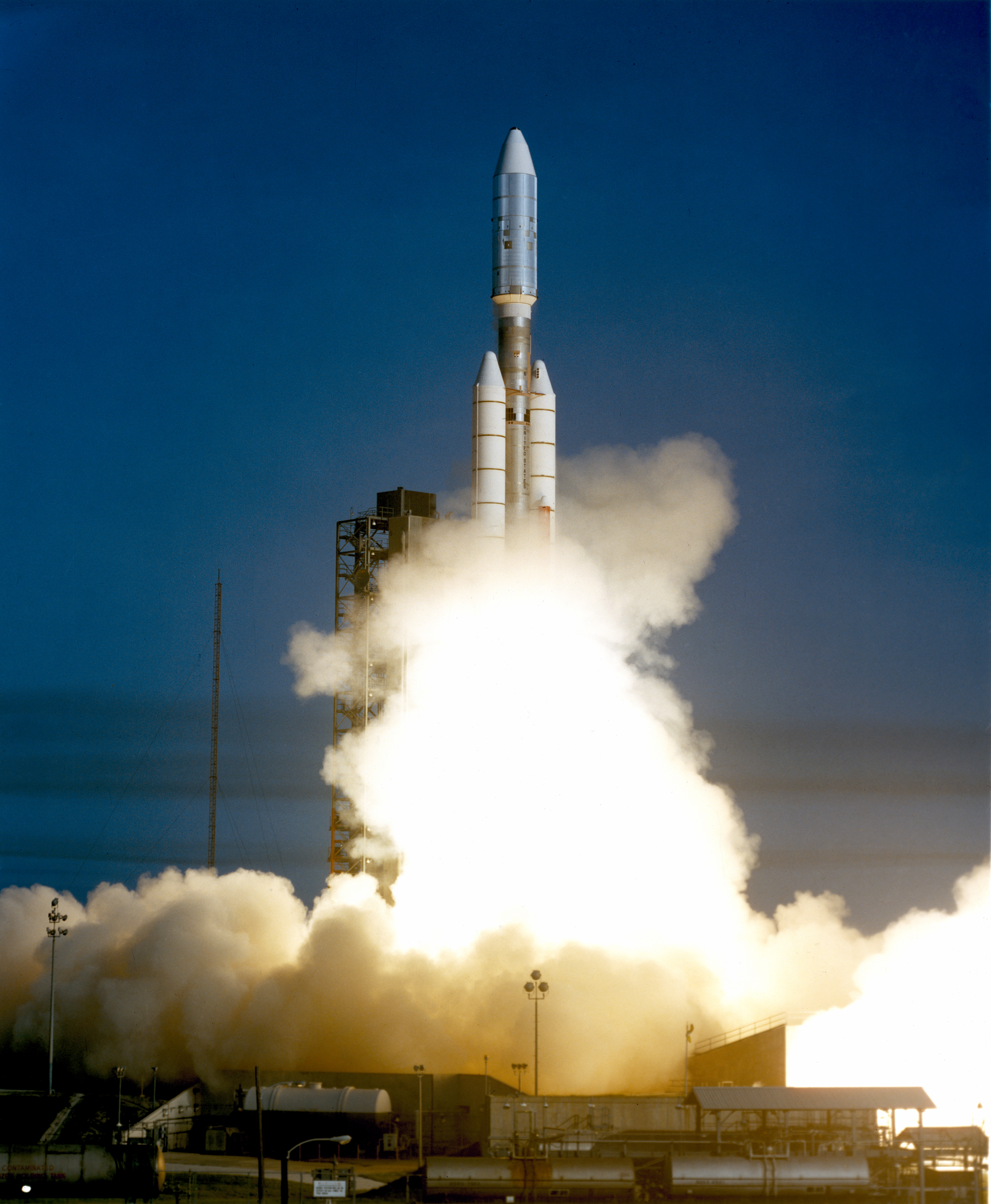
Titan 3E lançant Voyager 1.

### La Titan 3A et l'étage Transtage
Dès 1962, Martin Marietta propose à la NASA de développer un lanceur civil utilisant la Titan 2 surmontée d'un nouvel étage supérieur. L'ensemble est baptisé Titan 3 (ou Titan III) car il comporte trois étages. La NASA n'est pas intéressée par le lanceur proposé car elle s'est engagée dans le développement de l'étage supérieur Centaur qui doit donner à la fusée Atlas les capacités de lancement qu'elle recherche. L'Armée de l'Air américaine, également peu intéressée au début, change d'avis car elle doit mettre en orbite géostationnaire des satellites de plus en plus lourds. Martin Marietta développe donc un étage supérieur baptisé Transtage qui peut être rallumé plusieurs fois sur une période de plusieurs jours et qui est conçu notamment pour répondre aux besoins du satellite de reconnaissance KH-8. L'étage Transtage très compact (diamètre de 3,05 m pour une longueur de 4,57 m) est propulsé par deux moteurs-fusées Aerojet AJ10-138 d'une poussée de 36 kN qui utilisent les mêmes carburants que les deux premiers étages du lanceur Titan. Mais, à la même époque, la Titan 3 connaît des problèmes de développement importants et Martin Marietta ne reçoit qu'une commande de 5 lanceurs Titan 3A qui n'auront pas de suite sans doute du fait du coût élevé de l'étage supérieur. Les commandes suivantes porteront sur des Titan 3B, version utilisant l'étage supérieur Agena moins puissant mais beaucoup moins coûteux. Seuls 4 lanceurs Titan 3A sont tirés entre le 1er septembre et le 6 mai 1965 avec un échec (le premier tir). La charge utile la plus lourde placée en orbite a une masse de 4,08 tonnes.

### La Titan 3B avec étage Agena
La Titan 3B est le nom donné à la version utilisant l'étage supérieur Agena D. Bien que moins puissant que le Transtage, cet étage a quelques atouts. Outre son prix, il a une masse à vide beaucoup plus faible et il bénéficie d'une longue série de lancements qui ont permis d'améliorer sa fiabilité. Comme le Transtage la version D utilisée est rallumable. D'un diamètre réduit (1,54 mètre), il donne une silhouette très particulière à cette version du lanceur. Celui-ci peut placer une charge de 3,6 tonnes sur une orbite basse. Après une longue phase de mise au point, la Titan 3B est lancée pour la première fois le 29 juillet 1966. La Titan 3B est lancée à 59 reprises (2 échecs) et le dernier tir a lieu le 17 avril 1984. La majorité des charges utiles sont des satellites de reconnaissance de la famille KH-8 dont la durée de vie très brève (2 semaines) nécessite des lancements fréquents. À la fin des années 1980, la masse des satellites de reconnaissance croit fortement et les missions assurées par les Titan 3B sont prises en charge par la Titan 3C beaucoup plus puissante. Une version particulière, baptisée Titan 34B et dotée d'un premier et deuxième étage rallongés portant la charge utile à 3,9 tonnes, est lancée à 11 reprises entre mars 1975 et février 1987 (2 échecs). Les étages rallongés seront repris pour la version Titan 3D.

### La Titan 3C et l'apparition des gros propulseurs d'appoint
Une fois que la Titan 3A a achevé son programme de test, Martin Marietta développe une nouvelle version dotée de propulseurs d'appoint. Il s'agit d'une évolution logique des lanceurs mais la spécificité de la Titan 3C est que chacun de ses propulseurs est plus lourd que le lanceur lui-même : 230 tonnes pour chacun des propulseurs d'appoint contre 170 tonnes pour l'ensemble des trois étages centraux. Ce choix d'architecture est une première et ne sera pas repris avant le développement du lanceur Ariane 5. Le propulseur d'appoint développé par United Alliant a un diamètre identique à celui de la Titan 3A (3,05 mètres pour une hauteur de 25,9 mètres) et comporte une tuyère fixe inclinée de 6 ° vers l'extérieur pour que l'axe de la poussée passe par le centre de masse. Le propulseur d'appoint brûle un mélange d'aluminium (combustible) et de perchlorate d'ammonium (oxydant) avec un liant de type PBAA qui fournit une puissance maximum d'environ 5300 kN par propulseur et une poussée moyenne de 4551 kN. Le premier étage n'est allumé que 10 secondes avant l'extinction des propulseurs d'appoint et 12 secondes avant leur largage alors que la fusée se trouve déjà à 50 km d'altitude c'est-à-dire pratiquement dans le vide. Pour diriger la fusée lorsque les propulseurs d'appoint fonctionnent, un jet de gaz modifiant la géométrie de la combustion est injecté dans la tuyère, sa direction permettant ainsi de modifier de 5° l'axe de la poussée. Le nouveau lanceur est tiré à 36 reprises (5 échecs) entre le 18 juin 1965 et le 6 mars 1982. À une exception près, il est utilisé pour lancer des satellites de reconnaissance ou de télécommunications militaires.
.

### La Titan 3D la version sans étage supérieur
Pour le lancement des satellites de reconnaissance placés en orbite basse, l'étage Transtage n'était pas nécessaire compte tenu de la puissance du lanceur avec ses propulseurs d'appoint par contre il accroissait fortement le coût du lancement. La version Titan 3D est une Titan 3C sans étage supérieur. Dotée d'une coiffe de 19 mètres de long, elle est utilisée pour lancer en orbite polaire des satellites de reconnaissance KH-9 et KH-11 d'une masse comprise entre 10 et 12 tonnes. Les premières études de cette version sont entreprises en 1966 dans le cadre d'un programme de recherche sur les corps portants de l'Armée de l'Air avec des propulseurs d'appoint de longueur différentes mais ce programme se poursuivra avec la version Titan 34. La Titan 3D comporte l'inconvénient de ne pas disposer d'étage réallumable ce qui impose une orbite elliptique. Ce n'est toutefois pas une contrainte pour les satellites de reconnaissance KH qui disposent de leur propre propulsion et sont conçus pour travailler sur une orbite elliptique. La version Titan3D est tirée à 22 reprises entre le 15 juin 1966 et le 17 novembre 1982 sans aucun échec.
.

### La Titan 3E la version avec étage Centaur
La NASA a besoin dans les années 1970 de lancer des sondes spatiales lourdes ou à très grandes vitesses. Son choix se porte sur un lanceur Titan utilisant l'étage supérieur Centaur beaucoup plus performant que le Transtage. Une coiffe de 4,27 mètres de diamètre recouvre à la fois la charge utile et l'étage Centaur. La Titan 3E peut lancer sur une trajectoire interplanétaire une masse de 5,1 tonnes contre 2,9 tonnes pour la Titan 3C. La Titan 3E peut lancer ainsi 3,9 tonnes vers la planète Mars et 300 kg vers Pluton. 
Sept lancements de cette version sont réalisés entre le 11 février 1974 et le 15 septembre 1977. Le premier essai le 11 février 1974 est un échec, la fusée dévie de la trajectoire prévue et doit être détruite, avec sa charge, une maquette de sonde Viking. Parmi les charges utiles lancées figurent les quatre sondes spatiales emblématiques des programmes Voyager et Viking.

### La Titan 34D alternative à la navette spatiale
À la fin des années 1970 s'achève le développement de la navette spatiale américaine. Pour justifier son développement, elle est censée remplacer l'ensemble des lanceurs américains existants dont la fusée Titan. La ligne de production des Titan doit s'arrêter après avoir produit 424 exemplaires du lanceur. Mais le premier vol de la navette, planifié initialement en 1978, est régulièrement repoussé et manifestement la navette aura du mal à atteindre rapidement une cadence de tir lui permettant de prendre en charge toutes les charges utiles. Martin Marietta décide de développer une version plus puissante de son lanceur capable de placer en orbite géostationnaire les satellites de télécommunications militaires conçus pour l'arrivée de la navette qui sont en attente de la montée en puissance de celle-ci. Les premier et deuxième étages du lanceur sont rallongés et les propulseurs d'appoint comportent 5,5 segments au lieu de 5. Enfin cette version du lanceur, baptisée Titan 34D, adopte l'étage supérieur IUS développé pour la navette spatiale dans une version toutefois allégée : l'IUS permet de placer sur une orbite géostationnaire un satellite de 1,9 tonne contre 2,3 tonnes dans la version conçue pour la navette. L'IUS est composé de deux étages à propergol solide disposant de son propre système de contrôle d'attitude. Cette nouvelle version est lancée à 15 reprises entre le 30 octobre 1982 et le 4 septembre 1989 pour placer en orbite des satellites militaires. Mais le lanceur est peu fiable (3 échecs) et son coût explose (multiplié par trois) du fait de la faible fréquence de tir des Titan durant cette période.

### La Titan en version commerciale
Les constructeurs du lanceur Titan sont au début des années 1980 à la recherche de nouveaux clients pour remplacer les commandes de l'Armée de l'Air qui sont désormais prises en charge par la navette spatiale. Ils décident de développer une version commerciale tournée vers le marché des satellites de télécommunications civils qui commence à se développer rapidement et qui est prospecté avec succès par le lanceur européen Ariane. Cette version repose sur la Titan 34. Trois types d'étage supérieur sont proposés au client : l'IUS, le Transtage et l'étage PAM issu des programmes de la navette spatiale et du lanceur Delta. Une coiffe d'un diamètre de 4 mètres est conçue pour cette version. Enfin, la fusée peut effectuer des lancements multiples grâce à un système analogue au Sylda du lanceur Ariane. La Titan commerciale est lancée après le premier accident de la navette spatiale américaine. La Titan est retenue pour trois lancements que la fusée Ariane, dont le carnet de commandes s'est brutalement rempli à la suite de l'accident, ne peut prendre en charge. Un quatrième exemplaire est commandé pour la sonde Mars Observer. Mais le lanceur Titan manque d'attractivité et ne trouvera pas d'autre client : il est beaucoup plus coûteux que le lanceur européen et le délai de mise à disposition est de 30 mois après commande contre 3 mois pour Ariane. Il n'y aura donc que 4 vols du lanceur entre le 1er janvier 1990 et le 25 septembre 1992 dont un échec.

## Titan IV

### Le Titan IV-A

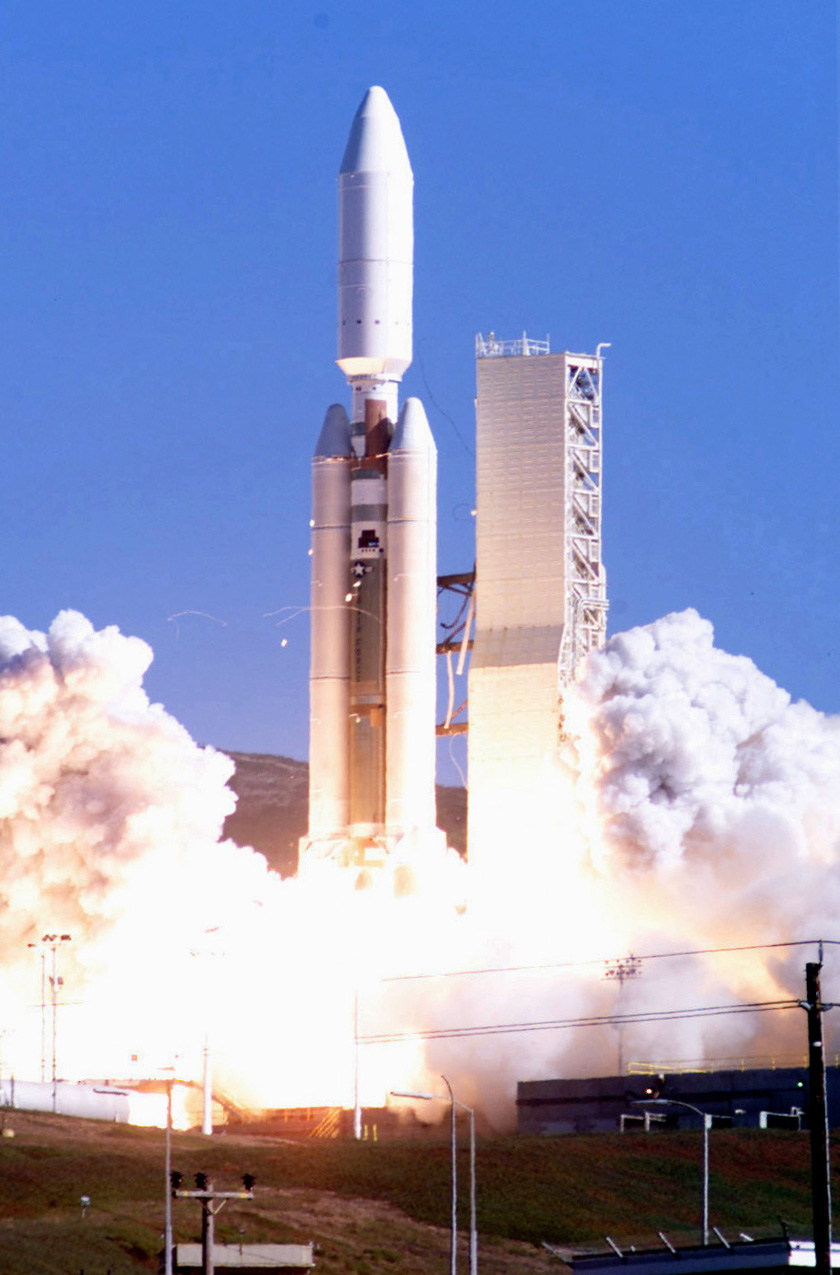
Un lanceur Titan IVB lance un satellite de reconnaissance Lacrosse.

En 1985, l'Armée de l'Air remet en question le monopole des lancements détenu par la navette spatiale américaine. Le lancement du premier satellite militaire n'intervient que 5 ans après les débuts de la navette soit avec 3 ans de retard et le scepticisme des militaires vis-à-vis de cet type de lanceur va croissant. Vers février 1985, le développement du Titan IV-A est lancé. Cette nouvelle version doit permettre de lancer les satellites conçus pour la navette dont la soute est longue de 18,3 mètres et a un diamètre de 4,3 mètres. Le Titan IV a une coiffe d'un diamètre de 5 mètres pour une longueur qui va de 17 à 26 mètres selon l'étage supérieur utilisé. Les principales modifications portent sur les propulseurs d'appoint qui passent de 5,5 segments à 7 segments, l'allongement des deux étages centraux qui reçoivent des moteurs dont la poussée est optimisée. Le lanceur est proposé sans étage supérieur ou avec un étage IUS ou Centaur G. L'étage Centaur G est une version de l'étage Centaur développée pour la navette spatiale : le diamètre passe de 3,05 à 4,3 mètres tandis que la longueur est raccourcie et la masse passe de 15,8 tonnes à 23,86 tonnes. Le nouveau lanceur peut placer une charge de 18,3 mètres en orbite basse. Il est lancé à 22 reprises entre le 14 juin 1989 et le 24 septembre 1997 (2 échecs).

### Le Titan IV-B
Pour pouvoir soulever des charges utiles de masse encore plus élevées, le constructeur développe la version Titan IV-B. Les changements portent essentiellement sur les propulseurs d'appoint : ceux-ci, baptisés USRM, passent de 7 à 3 segments mais le temps de combustion est allongé, l'impulsion spécifique est augmentée et la masse à vide diminuée. Les tuyères sont désormais montées sur cardan et le système d'injection de gaz pour orienter la poussée est abandonné. Enfin l'électronique obsolète des versions précédentes est remplacée. Le nouveau lanceur, qui peut placer une charge de 22,6 tonnes en orbite basse, est utilisé pour le lancement de la sonde Cassini-Huygens. Mais son coût atteint des sommets (422 millions de dollars américains pour le lancement de la sonde). De nouveaux lanceurs américains concurrents, Delta IV et Atlas V, sont apparus dans le cadre du programme Evolved Expendable Launch Vehicle (EELV) lancé par les usagers militaires américains. Lockheed Martin, qui a acheté le fabricant du lanceur Titan, Martin Marietta en 1995, est également constructeur de l'Atlas V. Or, le lanceur Titan est sur tous les plans inférieur au nouveau lanceur ce qui conduit à l'arrêt de sa production. La version Titan IV-B est lancée à 17 reprises (2 échecs) entre le 23 février 1997 et le 19 octobre 2005.

## Caractéristiques des principaux modèles du lanceur Titan
|                             | Titan II     | Titan 23G         | Titan 3A         | Titan 3B     | Titan 34B  | Titan 3C  | Titan 3D  | Titan 3E  | Titan 34D | Titan 3 commerciale | Titan 4A   | Titan 4B                                             |        |
| --------------------------- | ------------ | ----------------- | ---------------- | ------------ | ---------- | --------- | --------- | --------- | --------- | ------------------- | ---------- | ---------------------------------------------------- | ------ |
| Période                     | 1964-1966    | 1988-2003         | 1964-1965        | 1966-1984    | 1975-1987  | 1965-1982 | 1971-1982 | 1974-1977 | 1982-1989 | 1990-1992           | 1989-1997  | 1997-2005                                            |        |
| Lancements/échecs           | 12/0         | 13/1              | 4/1              | 59/2         | 11/2       | 36/5      | 22/0      | 7/1       | 15/3      | 4/1                 | 22/2       | 17/2                                                 |        |
| Charge utile                |              |                   |                  |              |            |           |           |           |           |                     |            |                                                      |        |
| Orbite basse                | 3,81 t       |                   | 4,1 t            | 3,6 t        | 3,9 t      | 13,15 t   | 11 t      | 15,4 t    | 14,515 t  | 14,515 t            | 18,14 t    | 21 700 kg                                            |        |
| Héliosynchrone              |              | 1,9 t             |                  | 3,6 t        |            |           |           |           |           |                     |            |                                                      |        |
| Transfert géostationnaire   |              |                   |                  |              |            |           | 4,77 t    |           | 6,98 t    | 5 t                 | 4,545 t    | 5 800 kg (avec étage Centaur) ou 2 380 kg (avec IUS) |        |
| Interplanétaire             |              |                   |                  |              |            |           |           | 1 t       | 5,4 t     |                     |            | (lancement Cassini-Huygens vers Saturne : 5 712 kg)  |        |
| Caractéristiques techniques |              |                   |                  |              |            |           |           |           |           |                     |            |                                                      |        |
| Longueur                    | 30,2 m       | 30,2 m            | 42 m             | 47,5 m       |            | 47,5 m    | 49 m      | 49 m      |           |                     | 61,2 m     | 62 m                                                 |        |
| Masse totale                | 154 t        | 154 t             | 161,7 t          |              |            |           |           |           |           |                     |            |                                                      |        |
| Nombre d'étages             | 2            | 2                 | 2                |              |            |           |           |           |           |                     | 2-3        | 2-3                                                  |        |
| Propulseur d'appoint        |              |                   |                  |              |            |           |           |           |           |                     |            |                                                      |        |
| Moteurs                     | -            | -                 | -                | -            | -          | UA1205    | UA1205    | UA1205    | UA1206    | UA1206              | UA1207     | SRMU                                                 |        |
| Poussée                     | -            | -                 | -                | -            | -          |           |           |           |           |                     | 14,234 MN  | 15,12 MN                                             |        |
| Ergols                      | -            | -                 | -                | -            | -          |           |           |           |           |                     | PBAN       | HTPB                                                 |        |
| Durée de la combustion      | -            | -                 | -                | -            | -          |           |           |           |           |                     | 120 s      | 140 s                                                |        |
| Masse totale/masse à vide   | -            | -                 | -                | -            | -          |           |           |           |           |                     |            |                                                      |        |
| Premier étage               |              |                   |                  |              |            |           |           |           |           |                     |            |                                                      |        |
| Moteurs                     | 2 x LR-87-3  | 2 x LR-87-3       | 2xLR-87-7        | 2xLR-87-11   | 2xLR-87-11 |           |           |           |           |                     | 2xLR-87-11 | 2xLR-87-11                                           |        |
| Poussée                     | 1950 kN      | 1950 kN           | 1910 kN          | 2000 kN      | 2000 kN    |           |           |           |           |                     | 2440 kN    | 2440 kN                                              |        |
| N2O4/Aerozine 50            |              |                   |                  |              |            |           |           |           |           |                     |            |                                                      |        |
| Masse totale/masse à vide   | 115,7 t/5 t  | 115,7 t/5 t       | 120,8 t/6 t      | 124 t/6,9 t  |            |           |           |           |           |                     |            |                                                      |        |
| Durée de la combustion      | 159 s        | 159 s             | 150 s            | 147 s        |            |           |           |           |           |                     |            |                                                      |        |
| Longueur                    | 22,29 m      | 22,29 m           | 22,22 m          | 22,22 m      | 23,77 m    |           |           |           |           |                     |            |                                                      |        |
| Diamètre                    | 3,05 m       | 3,05 m            | 3,05 m           | 3,05 m       | 3,05 m     | 3,05 m    | 3,05 m    | 3,05 m    | 3,05 m    | 3,05 m              | 3,05 m     | 3,05 m                                               | 3,05 m |
| 2e étage                    |              |                   |                  |              |            |           |           |           |           |                     |            |                                                      |        |
| Moteurs                     | LR-91-3      | LR-91-3           | LR-91-7          | LR-91-11     | LR-91-11   |           |           |           |           |                     | LR-91-11   | LR-91-11                                             |        |
| Poussée (vide)              | 445 kN       | 445 kN            | 445 kN           | 450 kN       | 450 kN     |           |           |           |           |                     | 467 kN     | 467 kN                                               |        |
| N2O4/Aerozine 50            |              |                   |                  |              |            |           |           |           |           |                     |            |                                                      |        |
| Masse totale/à vide         | 28,9 t/2,1 t | 28,9 t/2,1 t      | 33,4 t/2,8 t     | 99,2 t/2,7 t |            |           |           |           |           |                     |            |                                                      |        |
| Durée de la combustion      | 180 s        | 180 s             | 214 s            | 185 s        |            |           |           |           |           |                     |            |                                                      |        |
| Longueur                    | 7,9 m        | 7,9 m             | 9,14 m           | 7,5 m        | 9,14 m     |           |           |           |           |                     |            |                                                      |        |
| Diamètre                    | 3,05 m       | 3,05 m            | 3,05 m           | 3,05 m       | 3,05 m     | 3,05 m    | 3,05 m    | 3,05 m    | 3,05 m    | 3,05 m              | 3,05 m     | 3,05 m                                               | 3,05 m |
| Étage supérieur             |              |                   |                  |              |            |           |           |           |           |                     |            |                                                      |        |
| Désignation                 | -            | 37XFP (optionnel) | Transtage        | Agena        |            |           |           |           |           |                     | Centaur-T  | Centaur-T ou IUS                                     |        |
| Moteur                      | -            | -                 | 2xAJ10-138       | Bell 8096    |            |           |           |           |           |                     |            |                                                      |        |
| Poussée                     | -            | 31,5 kN           | 71 kN            | 71 kN        |            |           |           |           |           |                     |            |                                                      |        |
| Ergols                      | -            | Propergol solide  | N2O4/Aerozine 50 | HNO3/UDMH    |            |           |           |           |           |                     |            |                                                      |        |
| Masse totale/à vide         | -            | 955 kg/71 kg      | 12,2 t/1,9 t     | 6,8 t/0,73 t |            |           |           |           |           |                     |            |                                                      |        |
| Durée de la combustion      | -            | 66 s              | 430 s            | 265 s        |            |           |           |           |           |                     |            |                                                      |        |
| Longueur                    | -            | 1,52 m            | 4,57 m           | 6,31 m       |            |           |           |           |           |                     |            |                                                      |        |
| Diamètre                    | -            | 0,93 m            | 3,05 m           | 1,54 m       |            |           |           |           |           |                     |            |                                                      |        |
| Coiffe                      |              |                   |                  |              |            |           |           |           |           |                     |            |                                                      |        |
| Diamètre                    | -            | 3,30 m            |                  |              |            |           |           |           |           |                     |            | 5,5                                                  |        |
| Longueur                    | -            | 6,10/9,15 m       |                  |              |            |           |           |           |           |                     |            | 18,5 à 28 m                                          |        |
| Masse                       | -            |                   |                  |              |            |           |           |           |           |                     |            |                                                      |        |